# Circaetus
Circaetus er en slægt af fugle i høgefamilien med syv arter, der fortrinsvis er udbredt i Afrika. Slangeørn er udbredt i Europa og Asien. 

## Arter
De syv arter i slægten:
- Slangeørn (Circaetus gallicus)
- Sahelslangeørn (Circaetus beaudouini)
- Hvidbuget slangeørn (Circaetus pectoralis)
- Mørk slangeørn (Circaetus cinereus)
- Båndslangeørn (Circaetus fasciolatus)
- Brun slangeørn (Circaetus cinerascens)
- Slangehøg (Circaetus spectabilis)